# Kałęczyn (Gzy)
Kałęczyn – część wsi Gzy w Polsce, położona w województwie mazowieckim, w powiecie pułtuskim, w gminie Gzy.
W latach 1975–1998 Kałęczyn administracyjnie należał do województwa ciechanowskiego.